# Ceryx diptera
Ceryx diptera är en fjärilsart som beskrevs av Fabricius 1775. Ceryx diptera ingår i släktet Ceryx och familjen björnspinnare. Inga underarter finns listade i Catalogue of Life.

## Bildgalleri

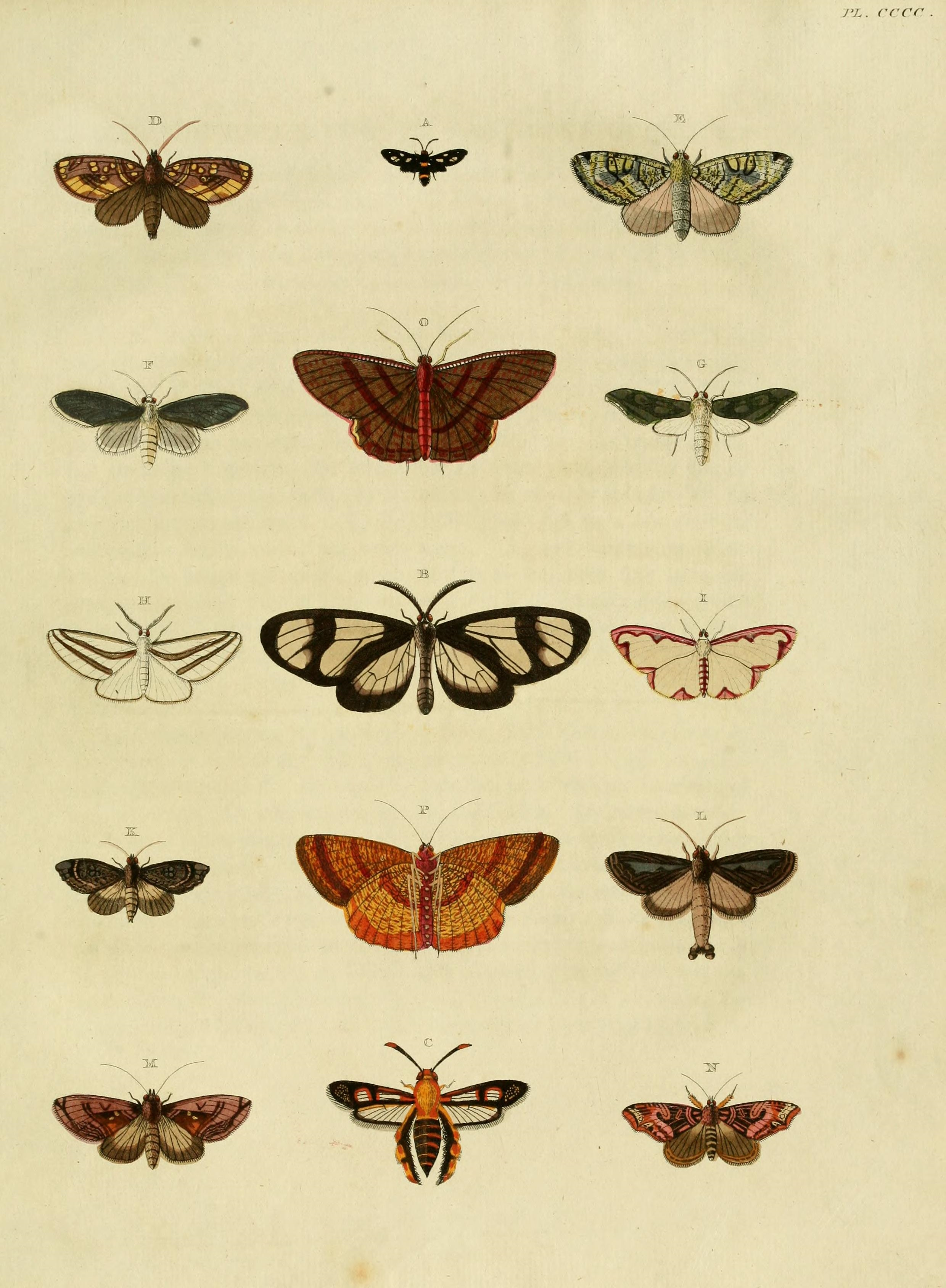